# Dương Nghiễm Mậu
Dương Nghiễm Mậu (tên thật là: Phí Ích Nghiễm, 19 tháng 11 năm 1936 – 2 tháng 8 năm 2016) là một nhà văn Việt Nam Cộng hòa.

## Tiểu sử
Ông sinh ngày 19 tháng 11 năm 1936 tại thôn Mậu Hòa, xã Minh Khai, huyện Hoài Đức (nay là xã Dương Hòa), thành phố Hà Nội.
Năm 12 tuổi, ông ra sống và học ở Hà Nội đến bậc trung học. Sau đó, ông bắt đầu viết đoản văn, tùy bút cho phụ trương văn nghệ học sinh của các báo chuyên nghiệp.
Năm 1954, ông vào Nam. Từ 1957, ông bắt viết nhiều đoản văn, truyện ngắn, truyện dài dưới bút danh Hương Việt Hương. Năm 1962, ông chủ trương tạp chí Văn nghệ với Lý Hoàng Phong, đồng thời viết cho các báo Sáng tạo, Thế kỷ, Tia sáng, Văn, Văn học, Bách khoa, Giao điểm, Chính văn, Sóng thần, Giữ thơm quê mẹ,... Ngoài ra, ông còn chủ trương Nhà xuất bản Văn Xã.
Năm 1966, ông nhập ngũ, đến năm sau thì được bổ nhiệm làm phóng viên quân đội Việt Nam Cộng hòa đến ngày 30 tháng 4 năm 1975.
Từ năm 1977, sau khi đi học tập cải tạo về, ông chuyển sang ngành vẽ tranh sơn mài để mưu sinh.
Nhà văn đột ngột qua đời lúc 21 giờ 35 phút ngày 2 tháng 8 năm 2016 sau một cơn nhồi máu cơ tim, cộng với một khối u lớn ở gan.

## Tác phẩm
Theo thống kê chưa đầy đủ, tác phẩm của Dương Nghiễm Mậu có:

### Tập truyện ngắn
- Cũng đành (Văn Nghệ, 1963; Văn Xã tái bản 1966)
- Đêm (Giao Điểm, 1965)
- Đôi mắt trên trời (Giao Điểm, 1966)
- Sợi tóc tìm thấy (Những tác phẩm hay, 1966)
- Nhan sắc (An Tiêm, 1966; Văn Xã tái bản 1969)
- Kinh cầu nguyện (Văn Xã, 1967)
- Địa ngục có thật (bút ký, Văn Xã 1969
- Ngã đạn (Nguyệt san Tân Văn, 1970)
- Quê người (Văn Xã, 1970)
- Trong hoang vu (Nguyệt san Tân Văn, 1971)
- Cái chết của... (Văn Xã, 1971)
- Tên bất lực (Tạp chí Văn học, 1972)
- 'Tiếng sáo người em út (in lầu đầu: ?)...

### Truyện dài
- Gia tài người mẹ (Văn Nghệ, 1964; Văn Xã tái bản 1966)
- Đêm tóc rối (Thời Mới, 1965)
- Tuổi nước độc (Văn, 1966)
- Phấn đấu (Văn, 1966)
- Gào thét (Văn Uyển, 1968)
- Ngày lạ mặt (Giao Điểm, 1968)
- Con sâu (Văn, 1971)
- Sống đã chết (Giao điểm, 1972)...[4]

Năm 2007 tại Sài Gòn, 4 tập truyện ngắn của ông đã được tái bản, đó là: Đôi mắt trên trời, Cũng đành, Tiếng sáo người em út và Nhan sắc. Tuy nhiên, có hai luồng ý kiến trái ngược nhau về việc làm này .

## Sách tham khảo
- T. Khuê, mục từ Dương Nghiễm Mậu trong Từ điển văn học (bộ mới). Nhà xuất bản Thế giới, 2004.